# Gare de Sainte-Geneviève-des-Bois
La gare de Sainte-Geneviève-des-Bois, anciennement gare de Perray-Vaucluse, est une gare ferroviaire française de la ligne de Paris-Austerlitz à Bordeaux-Saint-Jean, située sur le territoire de la commune de Sainte-Geneviève-des-Bois, dans le département de l'Essonne en région Île-de-France.
C'est une gare de la Société nationale des chemins de fer français (SNCF) desservie par le RER C.

## Situation ferroviaire
Établie à 59 mètres d'altitude, la gare de Sainte-Geneviève-des-Bois est située au point kilométrique (PK) 25,898 de la ligne de Paris-Austerlitz à Bordeaux-Saint-Jean entre les gares d'Épinay-sur-Orge et Saint-Michel-sur-Orge.

## Histoire

### Station de Perray-Vaucluse
Le 5 mai 1843, la Compagnie du chemin de fer de Paris à Orléans (PO), ouvre à l'exploitation les 102 kilomètres de sa ligne de Juvisy (Paris) à Orléans. Lors de la construction de cette ligne une partie du domaine de Vaucluse a été expropriée pour laisser la place à l'emprise des voies qui coupe la propriété. Il n'y a pas de station sur la commune de Sainte-Geneviève-des-Bois car le petit village est situé de l'autre côté de la forêt de Séquigny. Près de la ligne, il n'y a que le hameau du Perray avec quelques maisons groupées autour d'une vieille ferme seigneuriale.
En 1863 le département achète, relativement proche de la ligne, une propriété d'environ 125 ha pour y construire un asile d'aliénés, qui est inauguré le 23 janvier 1869. L’implantation de l’asile, loin de tout, pose rapidement un problème d’accès aux visiteurs qui ne pouvaient arriver à destination qu’après une longue marche à travers forêt et campagne. Dès la fin de la guerre de 1870-1871, des pourparlers s’engagent entre la Compagnie du chemin de fer de Paris à Orléans et le département en vue d’obtenir la création d’une gare pour desservir l’asile. Ces tractations durent et font l’objet de négociations âpres et serrées. Le département de la Seine verse à la compagnie du PO la somme de 50 000 francs pour que tous les trains s’y arrêtent.
La station de Perray-Vaucluse, du nom de l'asile de Perray-Vaucluse, ouverte uniquement aux voyageurs, est mise en service le 3 janvier 1881 par la compagnie du PO. Comme convenu, elle est située à proximité de l'établissement et donne sur les bois, sans aucune installation. Le 13 juin 1881, un acte de cession d'un terrain est passé devant M. Hippolyte Cocheris, maire de Sainte-Geneviève-des-Bois, délégué par arrêté du préfet de Seine-et-Oise, entre M. Paul Audibert, chef de section au service de la voie et M. Henri Maréchal, architecte des asiles, moyennant la somme de 1 510,79 francs. Cette parcelle permet la création de la place de la gare.
Pendant plus de 20 ans le département réclame l'ouverture de la station au service des marchandises faisant valoir tour à tour les difficultés d’approvisionnement en charbon, les problèmes liés aux transferts de convois d’aliénés vers les asiles de province. Mais cette demande n'a jamais été acceptée.
Le doublement des voies a lieu après un premier jugement d’expropriation du 9 juillet 1902. Un deuxième jugement est prononcé le 3 décembre 1902 fixant le montant de l’indemnité d'expropriation. L’établissement demandant à la compagnie de chemin de fer la somme de 11 720 francs pour les 38,47 ares répartis également sur les deux communes de Villemoisson-sur-Orge et de Sainte-Geneviève-des-Bois, l’asile ne touchera que 2 957 francs.

La gare dans les années 1900
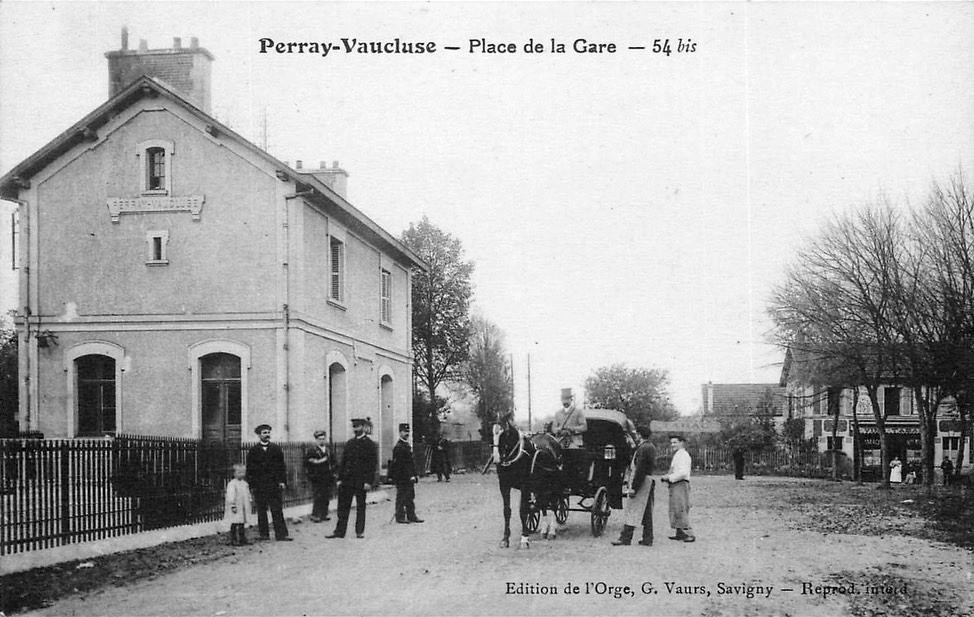
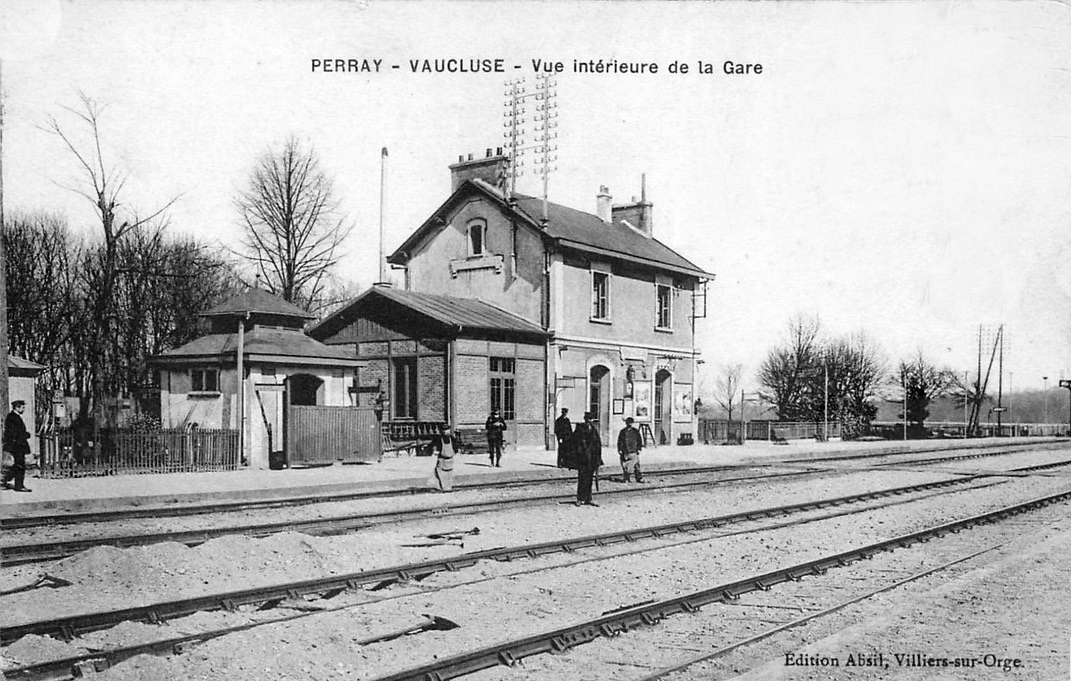
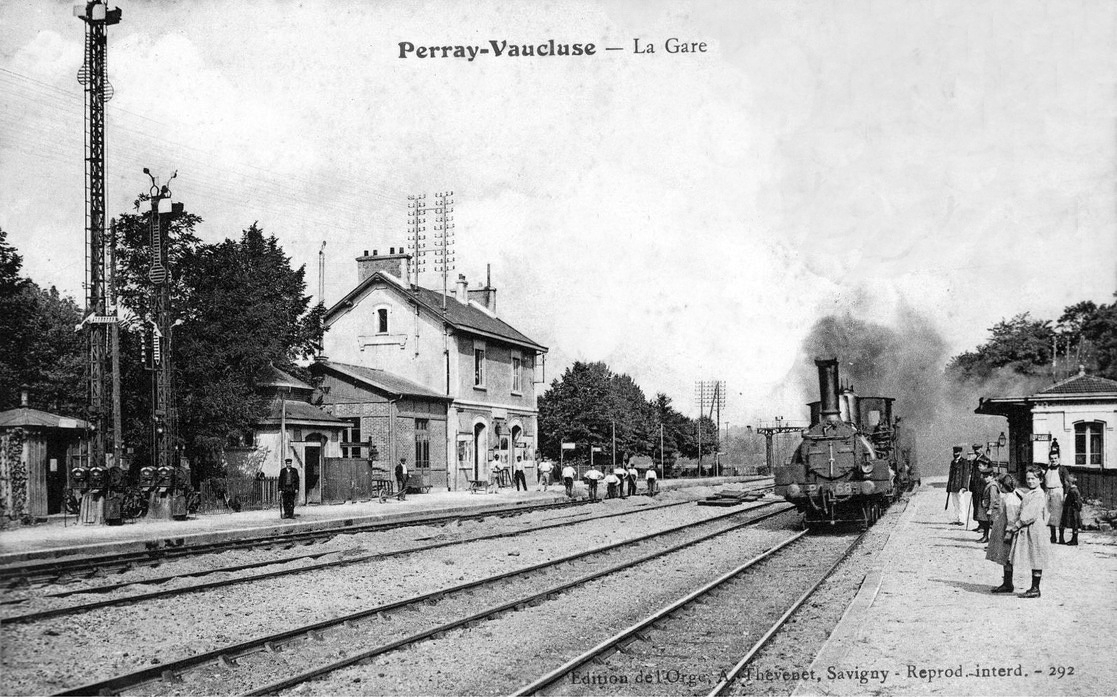

### Gare de Sainte-Geneviève-des-Bois
La gare est renommée Sainte-Geneviève-des-Bois, nom de la commune, dans les années 1930, 50 ans après sa mise en service.
En 2022, selon les estimations de la SNCF, la fréquentation annuelle de la gare est de 3 315 717 voyageurs.

## Service des voyageurs

### Accueil
Gare SNCF, elle dispose d'un bâtiment voyageurs ouvert tous les jours et d'un guichet Transilien ouvert de 5 h 45 à 12 h 30 et de 13 h à 19 h 50. Elle est équipée d'automates pour l'achat de titres de transport Transilien et Grandes lignes.

### Desserte
Sainte-Geneviève-des-Bois est desservie par les trains de la ligne C du RER.

Installations et desserte
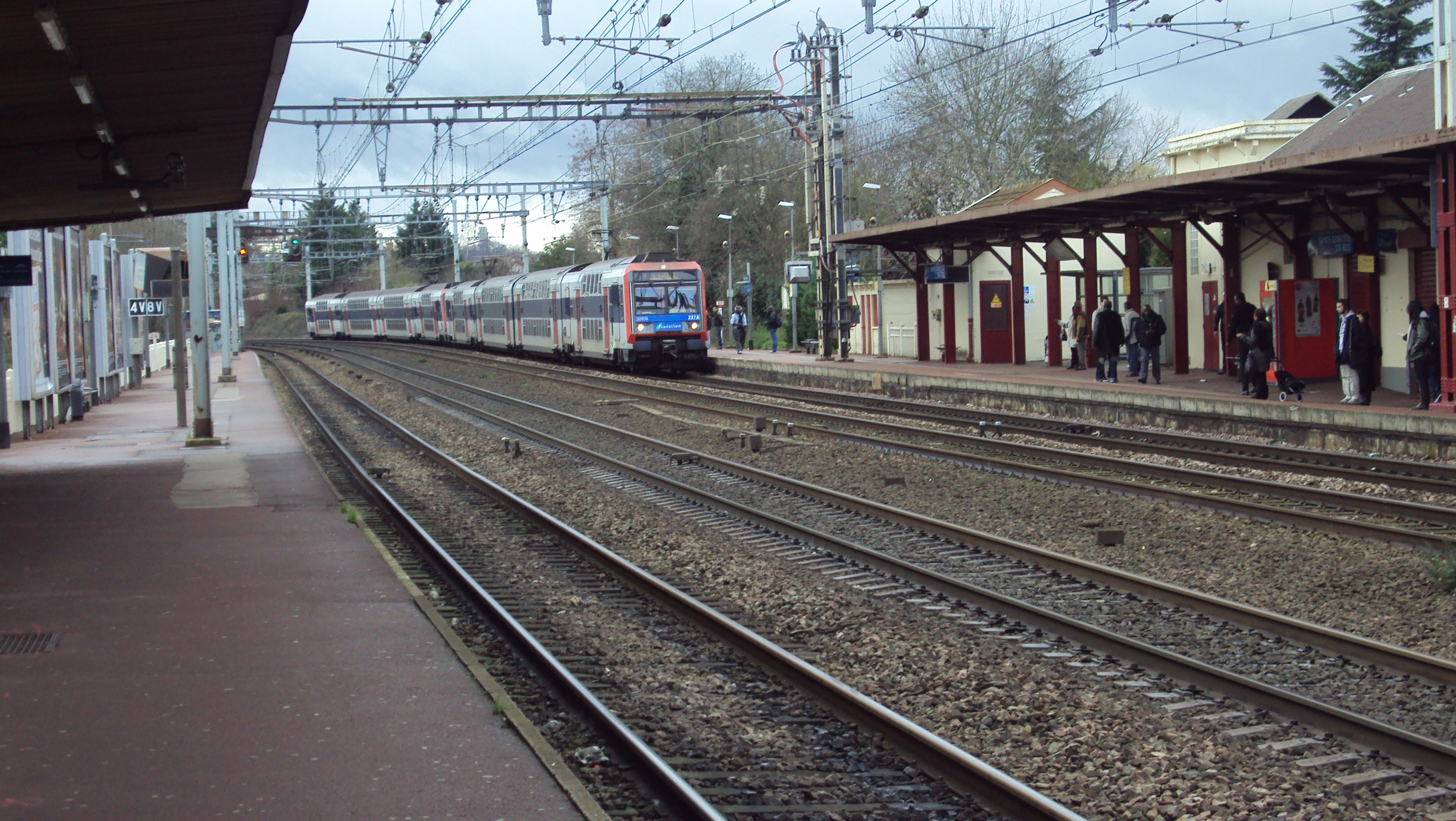
En 2012.
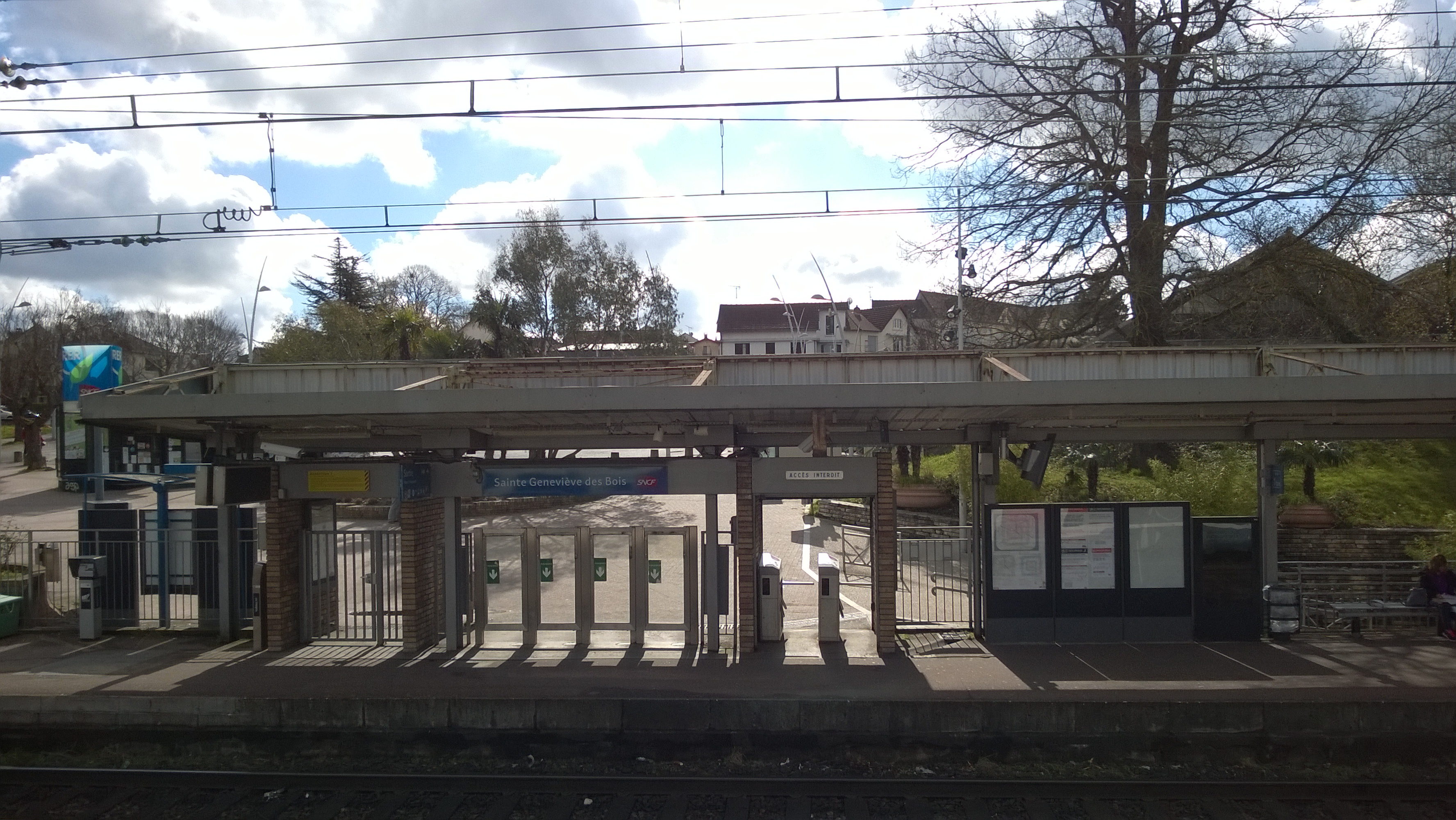
En 2018.
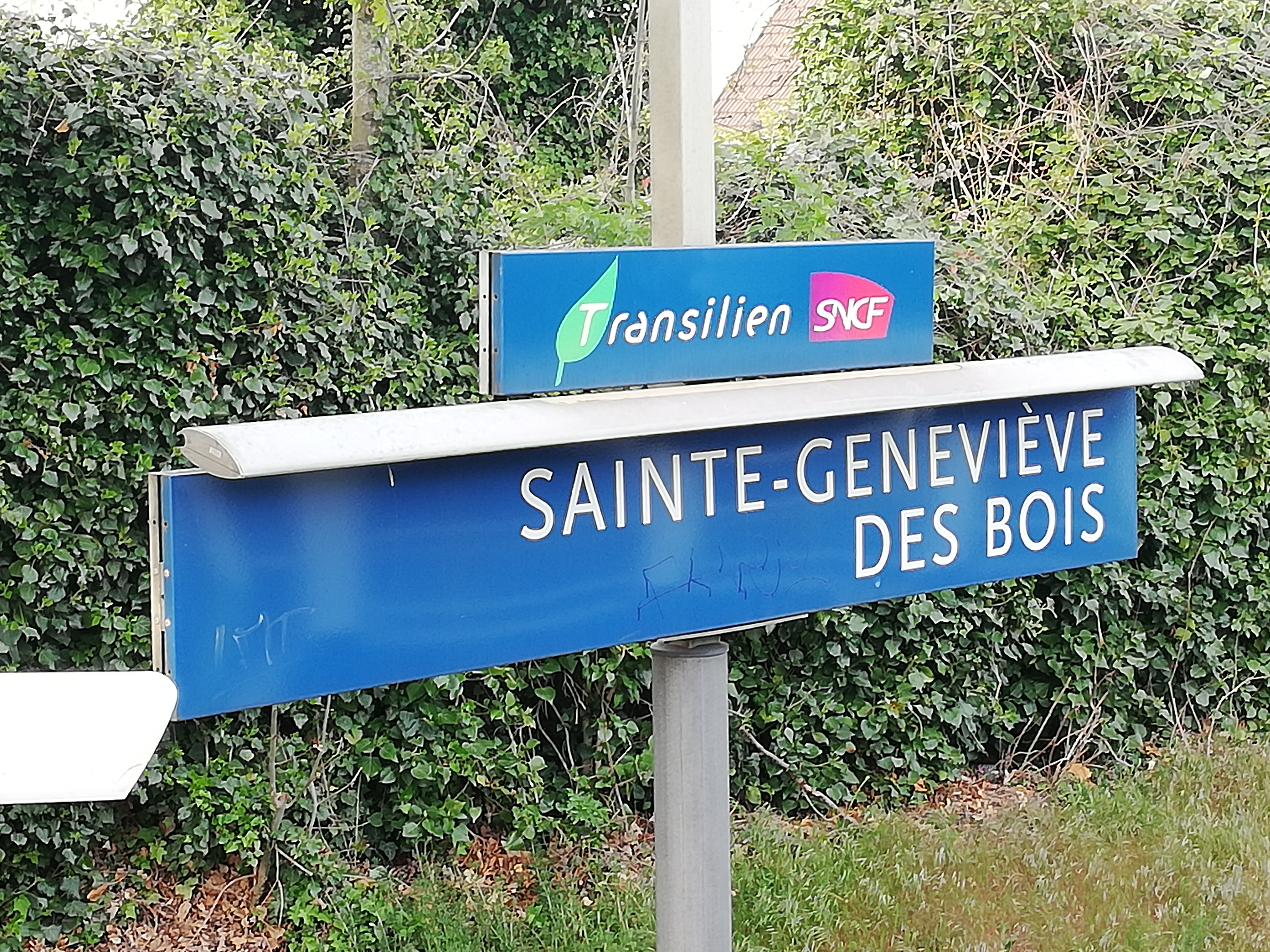
En 2019.

### Intermodalité
La gare est desservie par les lignes 4510, 4511, 4512, 4514, 4516, 4517, 4524, 4537, 4571, 4572 et 4573 du réseau de bus Cœur d’Essonne, par le service de transport à la demande « Cœur d'Essonne 4592 » et, la nuit, par la ligne N131 du réseau Noctilien.